# Cyanocorax hafferi
Cyanocorax hafferi, "campinaskrika", är en fågelart i familjen kråkfåglar inom ordningen tättingar. Den betraktas oftast som underart till azurnackad skrika (Cyanocorax hellprini), men urskiljs sedan 2016 som egen art av Birdlife International, IUCN och Handbook of Birds of the World.
Fågeln förekommer i sydvästra delen av Amazonområdet i Brasilien, från Purusflodens västra bank till Río Madeiras västra bank. Den kategoriseras av IUCN som livskraftig.